# It Ain't Hay
It Ain't Hay  è un film del 1943 diretto da Erle C. Kenton.
È un film con Bud Abbott e Lou Costello, meglio noti in Italia come Gianni e Pinotto. È la terza e ultima pellicola in cui il regista Kenton dirige la coppia di comici.
Non è mai stato distribuito in Italia.

## Trama
Due amici accudiscono un cavallo addestrato per vincere una corsa che li renderebbe ricchissimi.